# Fechtmeisterschaften der Deutschen Turnerschaft 1924
Die Fechtmeisterschaften der Deutschen Turnerschaft 1924 wurden über Pfingsten in Augsburg ausgetragen. Es fanden nur Mannschaftswettkämpfe im Säbelfechten statt. Sieger wurde der Kreis Sachsen mit den Fechtern Bechstein, Paul Postel, Weidlich und Prause. Parallel zur Deutschen Turnerschaft trug der Deutsche Fechter-Bund eigene Einzel- und Mannschaftsmeisterschaften aus.

## Organisation
An den Meisterschaften nahmen Mannschaften der einzelnen Kreise der Deutschen Turnerschaft teil. In den letzten Mannschaftsmeisterschaften des Jahres 1921 siegte die Mannschaft aus Sachsen.

## Ergebnisse
Es gewann die Mannschaft aus Sachsen vor den Mannschaften des Mittelrheinkreises und Bayerns.
| Platz | Verein                 | Sportler                         |
| ----- | ---------------------- | -------------------------------- |
| 1     | Sachsen (Kreis XIV)    | Postel Bechstein Prause Weidlich |
| 2     | Mittelrhein (Kreis IX) |                                  |
| 3     | Bayern (Kreis XII)     |                                  |